# Dunker-Lilla Malma församling
Dunker-Lilla Malma församling är en församling i Oppunda och Villåttinge kontrakt i Strängnäs stift. Församlingen ligger i Flens kommun i Södermanlands län. Församlingen utgör ett eget pastorat.

## Administrativ historik
Församlingen bildades 2006 genom sammanslagning av Dunkers församling och Lilla Malma församling. Dessa båda församlingar har tidigare ingått i samma pastorat. Från 1400-talet och fram till 1947 har Dunkers församling varit moderförsamling med Lilla Malma församling som annexförsamling. 1947-2006 var förhållandet det omvända.

## Kyrkor
- Dunkers kyrka
- Lilla Malma kyrka